# Erik Boström
Erik Boström (* 23. August 1869 in Stockholm; † 13. Juni 1932 ebenda) war ein schwedischer Sportschütze.

## Erfolge
Erik Boström nahm an den Olympischen Spielen 1912 in Stockholm in vier Wettbewerben teil. Mit der Freien Pistole belegte er im Einzel mit 468 Punkten den fünften Platz. Die Mannschaftskonkurrenz schloss er mit der schwedischen Mannschaft hinter den US-Amerikanern und vor den Briten mit 1849 Punkten auf dem zweiten Platz ab. Neben Boström sicherten sich damit Georg de Laval, Eric Carlberg und Vilhelm Carlberg die Silbermedaille. Boström war dabei mit 443 Punkten der schwächste Schütze der Mannschaft. Mit der Duellpistole kam er über die 30-Meter-Distanz nicht über den 17. Platz hinaus, er erzielte in diesem Wettkampf 29 Punkte. Im liegenden Anschlag mit dem Kleinkalibergewehr belegte er dank 189 Punkten den achten Rang und war damit der beste schwedische Schütze in diesem Wettbewerb.